# Bitola (kommun)
Bitola (makedonska: Битола) är en kommun i Nordmakedonien. Den ligger i den södra delen av landet, 110 km söder om huvudstaden Skopje. Antalet invånare är 92 905. Arean är 422 kvadratkilometer.
Följande samhällen finns i Bitola:
- Bitola med Gorno Orizari
- Bukovo
- Kukurečani
- Capari
- Logovardi
- Dolno Orizari
- Kravari
- Lopatica
- Crnovec
- Lisolaj
- Srpci
- Karamani
- Ǵavato
- Rotino
- Dolenci
- Lera
- Poeševo
- Streževo
- Optičari
- Kišava
- Malovište
- Ostrec
- Trn
- Barešani
- Kažani
- Magarevo
- Oleveni
- Medžitlija
- Drevenik

I kommunen finns:
- vattendragen Dragor och Sredorek
- bergen Mrazarnik och Skrkovo